# Leviaraneus halabala
Espèce
Leviaraneus halabala est une espèce d'araignées aranéomorphes de la famille des Araneidae.

## Distribution
Cette espèce est endémique de la province de Narathiwat en Thaïlande,. Elle se rencontre dans le district de Waeng (en) (province de Narathiwat). 

## Description
Le mâle holotype mesure 2,50 mm et la femelle paratype 4,00 mm.

## Systématique et taxinomie
Cette espèce a été décrite en 2023 par Akio Tanikawa (d) et Booppa Petcharad (d).

## Publication originale
- (en) Akio Tanikawa et Booppa Petcharad, « Leviaraneus, a new genus of Araneidae (Arachnida: Araneae) from Asia », Acta Arachnologica, Japon, vol. 72, no 2,‎ 31 décembre 2003, p. 119-127 (ISSN 0001-5202, e-ISSN 1880-7852, lire en ligne, consulté le 13 février 2024).